# 前449年
| 千纪： | 前1千纪 |
| 世纪： | 前6世纪 \| 前5世纪 \| 前4世纪 |
| 年代： | 前470年代 \| 前460年代 \| 前450年代 \| 前440年代 \| 前430年代 \| 前420年代 \| 前410年代                                                                                             |
| 年份： | 前454年 \| 前453年 \| 前452年 \| 前451年 \| 前450年 \| 前449年 \| 前448年 \| 前447年 \| 前446年 \| 前445年 \| 前444年                                                               |
| 纪年： | 周貞定王二十年 魯悼公十九年 齊宣公七年 晉哀公三年 趙襄子二十七年 秦厉共公二十八年 楚惠王四十年 宋昭公二十年 衛敬公十六年 蔡侯齊二年 鄭共公六年 燕成公六年 越王不壽九年 杞出公十二年 |

## 大事記
- 提洛同盟与波斯帝国签订《卡里阿斯和约》，希波战争结束，馬其頓、色雷斯和愛奧尼亞自波斯帝國獨立。
- 罗马城邦颁布《十二铜表法》。[1]
- 希罗多德完成了他的《历史》，记录了有关波斯战争的事件。
- 越国人到秦国来迎嫁女[2]
- 越王不壽被殺，子朱勾嗣位。

## 逝世
- 杞出公，杞国国君